# 300-300 Club
Der 300-300 Club ist eine Gruppe von Baseballspielern der Major League Baseball, die es geschafft haben, innerhalb ihrer Karriere 300 Home Runs und 300 Stolen Bases zu erreichen. Nur acht Spieler haben bisher (Stand 2014) eine derartige Leistung vollbracht.
Der 300-300 Club ist Teil der sogenannten Multiple Stat Clubs der MLB.

## Mitglieder im 300-300 Club
| Spieler        | HR  | SB  | Karrieredauer | 300. Home Run      | 300. Stolen Base | Stadion                       | Alter |
| -------------- | --- | --- | ------------- | ------------------ | ---------------- | ----------------------------- | ----- |
| Barry Bonds    | 762 | 514 | 1986–2007     | 27. April 1996     | 26. Juli 1994    | Olympiastadion Montreal       | 31    |
| Willie Mays    | 660 | 338 | 1951–1973     | 4. Juli 1961       | 8. April 1969    | Atlanta-Fulton County Stadium | 37    |
| Andre Dawson   | 438 | 314 | 1976–1996     | 23. April 1989     | 23. Mai 1991     | Shea Stadium                  | 36    |
| Bobby Bonds    | 332 | 461 | 1968–1981     | 2. Mai 1979        | 19. Juni 1976    | Anaheim Stadium               | 33    |
| Reggie Sanders | 305 | 304 | 1991–2007     | 10. Juni 2006      | 21. April 2006   | Kauffman Stadium              | 38    |
| Steve Finley   | 304 | 320 | 1989–2007     | 14. Juni 2006      | 27. April 2004   | Chase Field                   | 41    |
| Alex Rodríguez | 696 | 329 | 1994–2016     | 2. April 2003      | 8. August 2010   | Yankee Stadium                | 35    |
| Carlos Beltrán | 435 | 311 | 1998–2017     | 14. September 2011 | 15. Juni 2012    | Kauffman Stadium              | 35    |

- Fett dargestellt ist das Beitrittsdatum in den 300-300 Club
- Stadion bezeichnet das Stadion, in dem der Beitritt stattfand, das Alter ist das Alter des Spielers zu dieser Zeit

## 400–400 und 500–500 Clubs
Barry Bonds ist der einzige Spieler, der außer im 300-300 Club auch in den 400-400 und 500-500 Clubs vertreten ist.

### 400–400 Club
| Spieler     | HR  | SB  | Karrieredauer | 400. Home Run   | 400. Stolen Base   | Stadion   | Alter |
| ----------- | --- | --- | ------------- | --------------- | ------------------ | --------- | ----- |
| Barry Bonds | 762 | 514 | 1986–2007     | 23. August 1998 | 27. September 1996 | 3Com Park | 34    |

### 500–500 Club
| Spieler     | HR  | SB  | Karrieredauer | 500. Home Run  | 500. Stolen Base | Stadion           | Alter |
| ----------- | --- | --- | ------------- | -------------- | ---------------- | ----------------- | ----- |
| Barry Bonds | 762 | 514 | 1986–2007     | 17. April 2001 | 23. Juni 2003    | Pacific Bell Park | 38    |